# 路面凍結

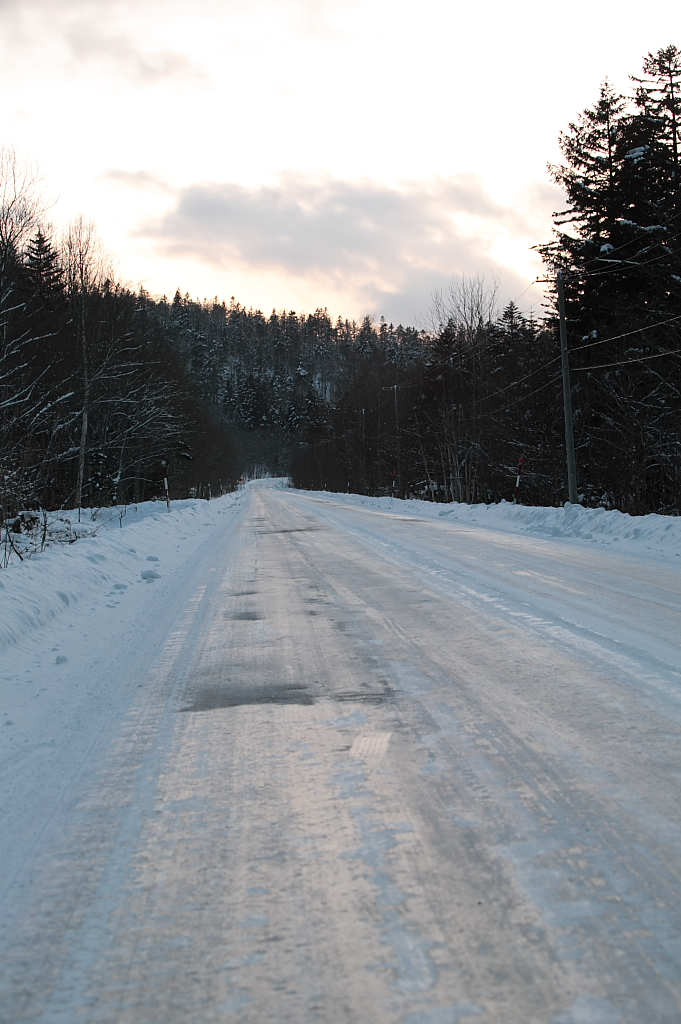
凍結した路面（北海道南富良野町）

路面凍結（ろめんとうけつ）とは、気温が氷点下になり道路上の水分（積雪や降雨した後の水溜りなど）が凍りつくことである。
凍結した路面のことを日本では、ドイツ語でスケートリンクを意味するアイスバーン（de:Eisbahn）とも呼ぶ。

## 対策

### 自動車
交通量の多いカーブや橋梁上、交差点などでは交通事故の原因となることから、道路側の対策として、凍結防止のため塩化カルシウムや塩化ナトリウムなどの融雪剤を撒く、ロードヒーティングにより氷雪を溶かす、滑り止め材（砂や砕石）を撒くなどの空転・滑走防止対策が取られている。路面凍結が予測されるほどに早朝の気温低下が見込まれる場合は、夜半から（凍結対象である「水」ではあるが）消雪パイプを早期作動させ、路面を濡れたままに維持することも行われる。また、自動車側の対策として、スタッドレスタイヤを履く、アイスバーン対応のタイヤチェーンを装着するなどがあげられる。

### 歩行者
路面凍結時には転倒する可能性が高まるため歩幅を小さくし、そろそろ歩く、いわゆるペンギン歩きが有効。日本の一部自治体のほか、ドイツでも推奨されている。

## 気温との関係
完全に凍結した路面では、固体である氷自体の摩擦係数はさほど低くなく、車両は特に滑走しない。日照や風、車両の通行量などにも左右されるが、おおむね0℃から氷点下数℃の温度帯で、表面に融解した水膜ができることによって、飛躍的に滑りやすくなる（ハイドロプレーニング現象の項も参照のこと）。日本の積雪地帯は降雪量は多いが気温はそれほど低くなく、世界的にも滑りやすい路面が出現しやすい地域となっている。氷点下10℃未満の寒冷地や、降雪による水分供給があまりない高緯度地域では、日本ほど滑ることはあまりない。

## 路面凍結の種類

### 圧雪アイスバーン
降り積もった雪を、通行する車両がその重量で繰り返し圧縮し、密度の高い雪の層が形成された路面を圧雪アイスバーン、もしくは圧雪といい、単に自然凍結しただけの路面とは区別される。硬化したその表面は雪柱せん断力が得られず、摩擦係数も低い。
厳冬期を過ぎると、昼間は圧雪の表面が融解して水が溜り、その水が夜間に凍結するようになる。これが繰り返し続くと表層は完全に氷（アイスバーン）となる。

### ミラーバーン
粉塵による健康被害を防止する目的で、金属ピンを持つスパイクタイヤの使用が禁止され、冬タイヤがスタッドレスへと移行すると、タイヤに磨かれた鏡面圧雪が見られるようになった。これを特に、ミラーバーンと呼ぶ。低温下では交通量に比例して形成されるが、発進、停止のたびに微小な滑走が発生し、信号待ちの間にエンジンの熱で雪面がわずかに融解するため、交差点の前後での発生が著しい。ミラーバーン化すると、融雪剤の効果やスタッドレスタイヤのグリップ力は著しく低下して路面がスケートリンクのようになり、歩行はおろか立つことさえ困難になる。対策としてロードヒーティングが施工されてきたが、初期費用や電気代を含む維持費が割高であるため、車両の自重で圧雪を粉砕するために表面に多数のゴム板を貼り付けた弾性舗装へ移行した。

### ブラックアイスバーン
路面に薄い氷の膜ができて、単なる湿潤路面のように黒く見えるのに凍っていることをブラックアイスバーンという。走行中に水を弾く音がしなくなる。
冷たい風が吹き込みやすい橋の上やトンネルの出入り口、日陰などで発生しやすい。一見すると凍結していることに気付かないことも多く、夜間は特に危険である。